# Epitonium smithii
Epitonium smithii is een slakkensoort uit de familie van de Epitoniidae. De wetenschappelijke naam van de soort is voor het eerst geldig gepubliceerd in 1887 door Tryon.